# Sabina jarkendensis
Sabina jarkendensis là một loài thực vật hạt trần trong họ Cupressaceae. Loài này được Kom. mô tả khoa học đầu tiên năm 1925.